# Scott Dann
Pour les articles homonymes, voir Dann.
Scott Dann, né le 14 février 1987 à Liverpool, est un footballeur anglais qui évolue au poste de défenseur.

## Palmarès

### En club
- Walsall
  - Champion d'Angleterre de D4 en 2007.
- Crystal Palace
  - Finaliste de la Coupe d'Angleterre en 2016.